# Piotr Zeszutek
Piotr Zeszutek (ur. 31 stycznia 1991 r. w Sopocie) – polski rugbysta występujący przeważnie na pozycji wiązacza. Wychowanek Ogniwa Sopot, drużynowy mistrz Polski z tym klubem; kapitan reprezentacji kraju, kilkakrotnie wybierany najlepszym zawodnikiem w Polsce.

## Młodość
Zeszutek wychowywał się w rodzinie związanej z rugby union – dyscyplinę tę uprawiał jego ojciec i dwaj starsi bracia. On sam po raz pierwszy uczestniczył w zajęciach rugby w wieku pięciu lat, a niedługo później wraz z bratem wziął udział w obozie sportowym. Jest wychowankiem Ogniwa Sopot, z którym to klubem sięgnął m.in. po mistrzostwo Polski kadetów (w 2008 roku).
W młodości uprawiał także inne dyscypliny sportu, m.in. koszykówkę, którą przez sześć lat trenował w drużynie Trefla Sopot. Odniesiony uraz sprawił, że został uznany za zawodnika podatnego na kontuzje, co ostatecznie przekreśliło jego szanse na zawodową karierę w tej dyscyplinie.

## Kariera klubowa
W pierwszej drużynie ekstraklasowego Ogniwa debiutował w 2009 roku. Dwa lata później ekipa z Sopotu jako najsłabszy zespół sezonu spadła z Ekstraligi i kolejne lata spędziła na poziomie I ligi. W sezonie 2012/2013 z kompletem punktów oraz po zwycięstwach w obu meczach finałowych Ogniwo z Zeszutkiem jako kapitanem powróciło do najwyższej klasy rozgrywkowej.
Po wywalczeniu awansu Zeszutek za pośrednictwem ówczesnego trenera reprezentacji Tomasza Putry znalazł klub we Francji – CA Saint-Étienne. W jego barwach spędził cały sezon 2013/2014 na poziomie Fédérale 3 (piąty poziom ligowy). Drużyna CASE zwyciężyła w rozgrywkach swojej grupy regionalnej (jednej z 16), przechodząc do fazy pucharowej. W trakcie sezonu Zeszutek otrzymał karę zawieszenia na siedem spotkań. Był to wynik bójki w jaką wdał się w czasie spotkania. Pomimo uczestnictwa w zmaganiach we Francji, wystąpił też w kilku spotkaniach Ogniwa w polskiej ekstraklasie.
W sezonie 2014/2015 Zeszutek zmagał się z urazem kolana, ostatecznie nadrywając więzadła krzyżowe. W sierpniu 2015 roku poddał się zabiegowi rekonstrukcji więzadeł, jednak rehabilitacja trwała aż do wiosny kolejnego roku.
Kolejne lata to początek lepszych wyników Ogniwa w polskiej lidze. W sezonie 2015/2016 sopocianie po zwycięstwie nad Arką Gdynia sięgnęli po brązowe medale Mistrzostw Polski, natomiast w sezonie 2016/2017 oraz w sezonie 2018 docierali do finału Ekstraligi. W obu przypadkach ulegali w nich drużynie Budowlanych Łódź. Dodatkowo w 2016 roku Zeszutek z Ogniwem dotarł do finału Pucharu Polski,  a rok później wywalczył brązowy medal mistrzostw Polski w rugby 7.
W sierpniu 2018 roku otrzymał zaproszenie na okres próbny do Harlequin F.C., klubu angielskiej Premiership. W czasie miesięcznego pobytu trenował z pierwszym zespołem, wystąpił też w meczu rezerw w ramach Premiership Shield, w którym Quins mierzyli się z drużyną Gloucester. Ostatecznie nie zaproponowano mu zawodowego kontraktu.
Występując w barwach Ogniwa w sezonie 2019 Zeszutek sięgnął po mistrzostwo Polski. W finale sopocianie ponownie spotkali się z drużyną z Łodzi (po zmianach organizacyjnych pod nazwą Rugby Łódź), jednak tym razem spotkanie zakończyło się wynikiem 27:24 dla ekipy z Trójmiasta. W przerwanym przez pandemię COVID-19 sezonie 2019/2020 Ogniwo wywalczyło Puchar Ekstraligi, pokonując Juvenię Kraków 35:3. Kapitan sopockiej drużyny nie wziął jednak udziału w meczu finałowym – uraz mięśnia dwugłowego uda, którego doznał w czasie meczu wcześniejszej rundy z Arką Gdynia, zmusił go do dwumiesięcznej przerwy w grze.
W sezonie 2020/2021 Zeszutek opuścił znaczną część zmagań ligowych. Początkowo za przewinienie dyscyplinarne (uderzenie kolanem w głowę i uciśnięcie szyi rywala w trakcie meczu) został ukarany siedmiotygodniową dyskwalifikacją mającą obowiązywać od 28 sierpnia do 19 października 2020 r. Ostatecznie wykonanie części kary zawieszono na okres dwóch miesięcy. Następnie w listopadzie przeszedł operację kolana (m.in. zszywanie pękniętej łąkotki), po której powrót do pełnej sprawności nastąpił w maju. W kolejnych meczach został uderzony w głowę (w meczu z Rugby Łódź) oraz doznał poważnego urazu twarzoczaszki (wieloodłamkowe złamanie okolicy oczodołowej; w meczu z Lechią Gdańsk). Do treningów kapitan Ogniwa powrócił kilka tygodni później, niedługo przed finałem Ekstraligi, w którym ostatecznie zdołał wziąć udział. Zakończył się on po myśli sopocian, którzy wynikiem 19:15 pokonali ekipę Rugby Łódź i obronili tytuł mistrzowski wywalczony niespełna dwa lata wcześniej.

## Kariera reprezentacyjna
Zeszutek w latach 2008–2009 powoływany był do reprezentacji do lat 18, a następnie w latach 2010–2011 do drużyny U-20; z zespołem tym zwyciężył w organizowanych przez FIRA-AER zmaganiach o mistrzostwo Europy tej organizacji (wygrana z rówieśnikami z Mołdawii). W kadrze występował m.in. wraz z Aleksandrem Nowickim, Craigiem Bachurzewskim czy Radosławem Rakowskim – późniejszymi wielokrotnymi reprezentantami Polski seniorów.
Począwszy od 2011 roku zapraszany był także na obozy i konsultacje seniorskiej reprezentacji w rugby 7, choć faktycznym członkiem pierwszej drużyny został dopiero w kolejnym sezonie. W roku 2013 Zeszutek trafił do szerokiego składu reprezentacji seniorów w odmianie 15-osobowej. Wobec kontuzji i niedostępności części podstawowych zawodników otrzymał powołanie na mecz Pucharu Narodów Europy z Mołdawią. Zadebiutował podczas spotkania w Kiszyniowie, w ostatnich minutach rywalizacji zmieniając Mateusza Bartoszka. W dalszej części roku brał udział w zmaganiach „siódemek” – z reprezentacją uczestniczył m.in. w zawodach Stanislas Sevens w Nancy oraz mistrzostwach Europy FIRA-AER dywizji 1 (turnieje w Izraelu i Belgii). W lipcu uczestniczył w uniwersjadzie w rosyjskim Kazaniu. Po porażce w półfinale fazy Plate reprezentanci Polski zajęli  wówczas siódme miejsce.
W 2014 Zeszutek wciąż powoływany był do reprezentacji narodowych w obu wariantach rugby union. W odmianie piętnastoosobowej zdobył swoje pierwsze punkty na poziomie międzynarodowym (w meczu ze Szwecją), zaś grając w rugby 7, uczestniczył m.in. w turnieju mistrzostw Europy FIRA-AER. Występy w mistrzostwach Europy „siódemek” zaliczył także w roku 2015. Po zwycięstwie w turnieju w Gdańsku Polacy zdołali wówczas awansować do wyższej dywizji (cykl Grand Prix).
Po powrocie do gry po kontuzji kolana ponownie brany był pod uwagę przy powołaniach do kadry obu reprezentacji. W czerwcu 2016 roku znalazł się w szerokim składzie drużyny siedmioosobowej przed turniejami Grand Prix o randze mistrzostw Europy Rugby Europe (w samych zawodach nie wziął ostatecznie udziału), zaś jesienią uczestniczył w wygranym wysoko meczu reprezentacji piętnastoosobowej z Ukrainą. O rosnącej pozycji Zeszutka w polskich drużynach narodowych świadczyć może fakt, że w marcu 2017 roku selekcjoner Blikkies Groenewald wobec nieobecności dotychczasowego kapitana zespołu „piętnastek”  Kamila Bobryka funkcję tę powierzył właśnie zawodnikowi z Sopotu. Choć mecz z Mołdawią był dopiero jego ósmym w kadrze, Zeszutek został wówczas wybrany najlepszym zawodnikiem spotkania. Wkrótce później w meczu ze Szwajcarią zdobył kolejne przyłożenie na arenie międzynarodowej. Z kolei w maju, czerwcu i lipcu z reprezentacją w rugby 7 brał udział m.in. w trzech spośród czterech turniejów mistrzowskich z cyklu Grand Prix Series.
W kolejnych latach Zeszutek przestał być powoływany do kadry w rugby 7, stając się jednocześnie kluczowym członkiem reprezentacji w rugby piętnastoosobowym. O ile w marcu 2018 roku brał jeszcze udział w obozie „siódemek”, a następnie konsultacjach kadry przed Rugby Europe Grand Prix Series, o tyle nie znalazł się już w składzie na tę ostatnią imprezę. W tym samym czasie z reprezentacją „piętnastek” występował w Rugby Europe Trophy, zdobywając przyłożenia w meczach z Holandią i Szwajcarią. Jesienią dwukrotnie przykładał piłkę w polu punktowym reprezentacji Czech w rozgrywkach Rugby Europe Trophy 2018/2019. Swoje konto punktowe powiększył także w meczu ze Szwajcarią w marcu 2019 roku.
Jako kapitan reprezentacji Polski we wrześniu 2021 roku brał także czynny udział w pierwszym meczu kadry po przerwie spowodowanej pandemią COVID-19. W wygranym wysoko meczu towarzyskim z Węgrami Zeszutek zdobył dwa przyłożenia. Sztukę tę powtórzył kilka tygodni później w starciu z Ukrainą rozpoczynającym zmagania w Rugby Europe Trophy 2021/2022. Polska kadra zwyciężyła wówczas 27:24, notując pierwsze zwycięstwo na terenie rywala w historii pojedynków polsko-ukraińskich.
Po awansie do na zreformowany poziom Rugby Europe Championship zdobył przyłożenia w dwóch meczach z Belgią – wygranym meczu grupowym i przegranym meczu o siódme miejsce.

### Statystyki
Stan na 11 marca 2023 r. Wynik reprezentacji Polski podany w pierwszej kolejności.
| Drużyna narodowa | Rok  | Mecze | Punkty |
| ---------------- | ---- | ----- | ------ |
| Polska           | 2013 | 1     | 0      |
| Polska           | 2014 | 3     | 5      |
| Polska           | 2015 | 1     | 0      |
| Polska           | 2016 | 1     | 0      |
| Polska           | 2017 | 6     | 5      |
| Polska           | 2018 | 6     | 20     |
| Polska           | 2019 | 4     | 5      |
| Polska           | 2020 | 1     | 0      |
| Polska           | 2021 | 5     | 25     |
| Polska           | 2022 | —     | —      |
| Polska           | 2023 | 5     | 10     |
| Suma             | Suma | 32    | 70     |

| Występy w reprezentacji Polski | Występy w reprezentacji Polski | Występy w reprezentacji Polski                | Występy w reprezentacji Polski | Występy w reprezentacji Polski | Występy w reprezentacji Polski |
| Lp.                            | Data                           | Stadion, miasto                               | Przeciwnik                     | Wynik                          | Zdobyte punkty                 |
| ------------------------------ | ------------------------------ | --------------------------------------------- | ------------------------------ | ------------------------------ | ------------------------------ |
| 1.                             | 13.04.2013                     | Stadion Dinamo, Kiszyniów                     | Mołdawia                       | 20:24                          | 0                              |
| 2.                             | 5.04.2014                      | Stadion ROSRRiT, Siedlce                      | Mołdawia                       | 12:21                          | 0                              |
| 3.                             | 6.09.2014                      | Stadion Polonii, Warszawa                     | Szwecja                        | 29:17                          | 5 (P)                          |
| 4.                             | 18.10.2014                     | Stadion Polonii, Warszawa                     | Holandia                       | 9:8                            | 0                              |
| 5.                             | 9.05.2015                      | Arena Lublin, Lublin                          | Ukraina                        | 17:20                          | 0                              |
| 6.                             | 24.09.2016                     | Arena Lublin, Lublin                          | Ukraina                        | 22:0                           | 0                              |
| 7.                             | 18.02.2017                     | Complexo Desportivo Nacional do Jamor, Oeiras | Portugalia                     | 10:35                          | 0                              |
| 8.                             | 18.03.2017                     | Stadionul Raional, Anenii Noi                 | Mołdawia                       | 15:3                           | 0                              |
| 9.                             | 8.04.2017                      | Stadion Widzewa, Łódź                         | Holandia                       | 14:13                          | 0                              |
| 10.                            | 22.04.2017                     | Stadion Polonii, Warszawa                     | Szwajcaria                     | 12:22                          | 5 (P)                          |
| 11.                            | 28.10.2017                     | Stadion Markéta, Praga                        | Czechy                         | 14:19                          | 0                              |
| 12.                            | 18.11.2017                     | Stadion GOŚ, Gdańsk                           | Mołdawia                       | 13:0                           | 0                              |
| 13.                            | 3.03.2018                      | Nationaal Rugby Centrum, Amsterdam            | Holandia                       | 30:71                          | 5 (P)                          |
| 14.                            | 17.03.2018                     | Stade des Cherpines, Plan-les-Ouates          | Szwajcaria                     | 24:30                          | 5 (P)                          |
| 15.                            | 24.03.2018                     | Stadion Widzewa, Łódź                         | Portugalia                     | 25:27                          | 0                              |
| 16.                            | 29.09.2018                     | Stadion mládeže, Zlin                         | Czechy                         | 41:22                          | 10 (2P)                        |
| 17.                            | 3.11.2018                      | Stadion Widzewa, Łódź                         | Litwa                          | 33:0                           | 0                              |
| 18.                            | 17.11.2018                     | Arena Lublin, Lublin                          | Holandia                       | 0:49                           | 0                              |
| 19.                            | 16.02.2019                     | Complexo Municipal de Atletismo, Setúbal      | Portugalia                     | 5:65                           | 0                              |
| 20.                            | 23.03.2019                     | Stadion Miejski, Łódź                         | Szwajcaria                     | 25:28                          | 5 (P)                          |
| 21.                            | 2.11.2019                      | Stadion Miejski, Łódź                         | Niemcy                         | 15:35                          | 0                              |
| 22.                            | 23.11.2019                     | Yverdon-les-Bains                             | Szwajcaria                     | 23:20                          | 0                              |
| 23.                            | 29.02.2020                     | Nationaal Rugby Centrum, Amsterdam            | Holandia                       | 6:7                            | 0                              |
| 24.                            | 11.09.2021                     | Stadion Juvenii, Kraków                       | Węgry                          | 43:3                           | 10 (2P)                        |
| 25.                            | 9.10.2021                      | Stadion Junist´, Lwów                         | Ukraina                        | 27:24                          | 10 (2P)                        |
| 26.                            | 13.11.2021                     | Narodowy Stadion Rugby, Gdynia                | Niemcy                         | 21:16                          | 0                              |
| 27.                            | 20.11.2021                     | Stadion Polonii, Warszawa                     | Szwajcaria                     | 37:25                          | 5 (P)                          |
| 28.                            | 4.02.2023                      | Stadionul Arcul de Triumf, Bukareszt          | Rumunia                        | 27:67                          | 0                              |
| 29.                            | 11.02.2023                     | Narodowy Stadion Rugby, Gdynia                | Portugalia                     | 3:65                           | 0                              |
| 30.                            | 18.02.2023                     | Narodowy Stadion Rugby, Gdynia                | Belgia                         | 21:15                          | 5 (P)                          |
| 31.                            | 5.03.2023                      | Narodowy Stadion Rugby, Gdynia                | Niemcy                         | 18:23                          | 0                              |
| 32.                            | 11.02.2023                     | Nationaal Rugby Centrum, Amsterdam            | Belgia                         | 17:18                          | 5 (P)                          |

## Nagrody i wyróżnienia
- Husarz Rugby – nagroda Rugby Barbarians Polska:
  - zawodnik roku w rugby XV: (×2) 2017[100], 2018[101]
  - miejsce w drużynie roku w rugby 7: 2013[102]
- nagrody z okazji Gali Dekady Polskiego Związku Rugby (2011–2020):
  - miejsce w drużynie dekady w rugby XV[103]

## Życie osobiste
Dziadek wychowanka Ogniwa pochodził z Czerniowiec leżących wówczas na terytorium Rumunii. W 2018 roku w jednym z wywiadów Zeszutek sugerował, że aby grać w rugby o najwyższe cele, prawdopodobnie musiałby – właśnie z uwagi na pochodzenie przodków – szukać gry w wyżej notowanej reprezentacji tego kraju.
Dwaj starsi bracia kapitana reprezentacji Polski (Marcin i Robert) także byli zawodnikami sopockiego Ogniwa. Obaj skończyli czynne uprawianie sportu przed ukończeniem trzydziestego roku życia. Marcin Zeszutek został następnie arbitrem rugby, sędziował m.in. rozgrywki Ekstraligi. Ich ojciec przez kilka lat trenował w Lechii Gdańsk.
Piotr od 2015 roku jest żonaty, ma dwóch synów urodzonych w 2016 i 2021.
Zeszutek studiował zarządzanie na Politechnice Gdańskiej. Poza karierą zawodnika rugby podejmował się licznych innych zajęć. W przeszłości pracował jako agent ubezpieczeniowy i specjalista od marketingu; prowadził także zajęcia rugby dla młodzieży w Ogniwie Sopot i kolonie z rugby dla dzieci. W Trójmieście organizował liczne wydarzenia charytatywne. W 2020 był także współwłaścicielem sopockiego sklepu Bimbeer specjalizującego się w handlu piwami rzemieślniczymi. W wolnym czasie pod pseudonimem Beny tworzył muzykę hip-hopową.
W 2018 roku bez powodzenia startował w wyborach do rady miasta Sopotu z listy Jacka Karnowskiego (Platforma Sopocian).